# گاردوته
گاردوته (به لهستانی:  Gardoty) یک روستا در لهستان است که در گمینا پژتووه واقع شده‌است.